# Gemeiner Zwergprachtkäfer
| Bilder von Trachys minutus Bild 4–7 nach Reitter |                                  |                               |
|                                                  |                                  |                               |
| Bild 1: Seitenansicht                            | Bild 2: von unten                | Bild 3: Vorderansicht         |
|                                                  |                                  |                               |
| Bild 4: Kinn, Zu- nge, Lippentaster              | Bild 5: Maxille mit Kiefertaster | Bild 6: Unterseite Larvenkopf |
|                                                  |                                  |                               |
| Bild 7: Larve                                    |                                  |                               |

Der Gemeine Zwergprachtkäfer (Trachys minutus), auch Laubholz-Kleinprachtkäfer genannt, ist ein Käfer aus der Familie der Prachtkäfer und der Unterfamilie der Agrilinae. Er wird 3 bis 3,5 Millimeter lang. Er glänzt dunkel erzfarbig und ist spärlich weiß behaart.
Die Art ist wie fast alle Prachtkäfer gemäß der Bundesartenschutzverordnung gesetzlich besonders geschützt. Bundesweit und in Baden-Württemberg ist sie als gefährdet eingestuft. In Rheinland-Pfalz gilt sie als stark gefährdet, in Brandenburg und Schleswig-Holstein steht er als potentiell gefährdet auf der Vorwarnliste. In Sachsen-Anhalt ist sie vom Aussterben bedroht.

## Bemerkungen zum Namen und Systematik
Die Art wird von Linnaeus 1758 unter dem Namen Buprestis minuta  erstmals beschrieben. Die geringe Größe wird in der Beschreibung, die aus nur neun Worten besteht, nicht erwähnt, aber der Artname minūta (lateinisch „winzig“) spricht die für Prachtkäfer ungewöhnlich kleine Körpergröße an.
Die Gattung Trachys wird 1801 von Fabricius aufgestellt. In der ausführlichen lateinischen Charakterisierung der Gattung beginnt die Beschreibung der Flügeldecken mit den Worten: elytris rigidis (lateinisch „mit rauen Flügeldecken“). Dies erklärt den Gattungsnamen Tráchys (altgriechisch τραχύς trachýs „rau“).
Die Gattung Trachys ist in Europa mit zwanzig Arten vertreten. Weltweit werden über sechshundert Arten unterschieden.

## Beschreibung
Die Zwergprachtkäfer zeichnen sich nicht nur durch die Kleinheit, sondern auch durch die für Prachtkäfer ungewöhnlich breite Gestalt aus, die an eine Blattwanze erinnert.
Der Kopf (Bild 3) ist breit, Stirn und Scheitel deutlich winklig bis gerundet eingedrückt. Der Vorderrand der großen Augen verläuft entlang der Kante dieses Eindrucks. Die Oberlippe ist vorn ausgeschnitten und bewimpert. Die Oberkiefer sind kurz, dick, gebogen, am Innenrand mit einem stumpfen Zahn. Die Kiefertaster (Bild 5) sind keulig verdickt, das zweite Glied lang, das vierte kugelig eiförmig. Das Lippentasterendglied ist klein und kugelig abgestutzt (Bild 4). Die elfgliedrigen Fühler sind kurz, die ersten beiden Glieder verdickt, die letzten fünf nach innen erweitert (gesägt).
Der Halsschild ist an der Basis am breitesten und verjüngt sich nach vorn schnell. Seine Rundung wird durch die des leicht eingesenkten Kopfes fortgesetzt. Am Vorderwinkel hat der Halsschild kein Grübchen und keinen Eindruck. An der Basis ist der Halsschild vor jeder Flügeldecke doppelt nach vorn ausgebuchtet, auf das dreieckige Schildchen zu nach hinten bogig erweitert (Bild 3).
Das Scutellum ist sehr klein und rund. Die Flügeldecken zeigen an der Basis eine deutlich vortretende Schulterbeule. Die Schultern sind wenig breiter als die Basis des Halsschildes.  Die spärliche weiße Grundbehaarung ist unauffällig. Die welligen Binden aus längeren weißen Haaren können abgerieben werden, die hinteren sind am deutlichsten ausgebildet. In seltenen Fällen treten metallisch farbige Tiere auf.
Die Vorderhüfthöhlen sind hinten offen, die Vorderhüften kugelig, durch einen breiten Fortsatz der Vorderbrust (Prosternalfortsatz) getrennt. Er setzt sich über die schmale Mittelbrust bis an die Hinterbrust fort (Bild 2). Die Hinterhüften liegen breit an die Hinterbrust an und sind zur teilweisen Aufnahme der Hinterschenkel aufgehöhlt. Die Tarsen haben jeweils fünf Glieder, die kurz, dreieckig und unterseits filzig behaart sind. Die Krallen sind gezähnt.
Die beiden ersten der 5 Sternite sind miteinander verwachsen.

## Vorkommen
Man findet die Art in Laubwäldern Europas, Kleinasiens, Sibiriens und im Kaukasus und bis nach Japan. Sie wird als sibirisches Faunenelement betrachtet, das westlich bis nach Spanien einstrahlt.
Die Tiere stellen keine besonderen Ansprüche an den Lebensraum, man findet sie sowohl in feuchten Auwäldern und Mooren als auch an Trockenhängen.

## Lebensweise
Die Tiere überwintern als Imagines. Sie suchen dazu geschützte Stellen auf, beispielsweise im Moos. Sie erscheinen im frühen Frühjahr, man kann sie beispielsweise im Hochwassergenist finden. Die Käfer sitzen auf den Blättern der Wirtspflanzen, die sie am Rand benagen.
Unter den vielen sehr verschiedenen Wirtspflanzen findet man häufig Weide und Hasel. Letztere wird schon bei Fabricius 1801 als die Wirtspflanze der Art (lateinisch habitat in Corylo) erwähnt.
Das Weibchen legt die Eier auf behaarte Blätter von Laubbäumen ab. Sie wählen dazu Bäume in besonnter Lage. Die Eiablage erfolgt bevorzugt an der Blattoberseite an den etwas nach unten gekrümmten Blattspitzen und wird in Mitteleuropa vom frühen Frühjahr bis in den Herbst fortgesetzt. Jedes Ei wird einzeln mit einem schwarzen Kitt bedeckt. Die Larven (Bild 6 und 7) fressen das grüne Parenchymgewebe zwischen der oberen und unteren Deckschicht der Blätter. Die dabei entstehenden Hohlräume (Minen) erscheinen wegen des fehlenden Blattgrüns glasig oder heller grün. Da die leer gefressenen Stellen keine Gänge, sondern rundliche Bereiche sind, nennt man sie Platzminen.
Die Entwicklung bis zum fertigen Käfer dauert ein bis knapp zwei Monate. Möglicherweise existieren jährlich mehrere Generationen.